# King’s Cliffe
King’s Cliffe – wieś w Anglii, w hrabstwie Northamptonshire, w dystrykcie (unitary authority) North Northamptonshire. Leży 45 km na północny wschód od miasta Northampton i 121 km na północ od Londynu. Miejscowość liczy 1137 mieszkańców.